# Distrito de Nakatado
El distrito de Nakatado (仲多度郡 Nakatado-gun?) es un distrito localizado en la prefectura de Kagawa, Japón. En octubre de 2019 tenía una población estimada de 49.125 habitantes y una densidad de población de 216 personas por km². Su área total es de 227,31 km².

## Localidades
- Kotohira
- Mannō
- Tadotsu